# Weitmar-Mitte

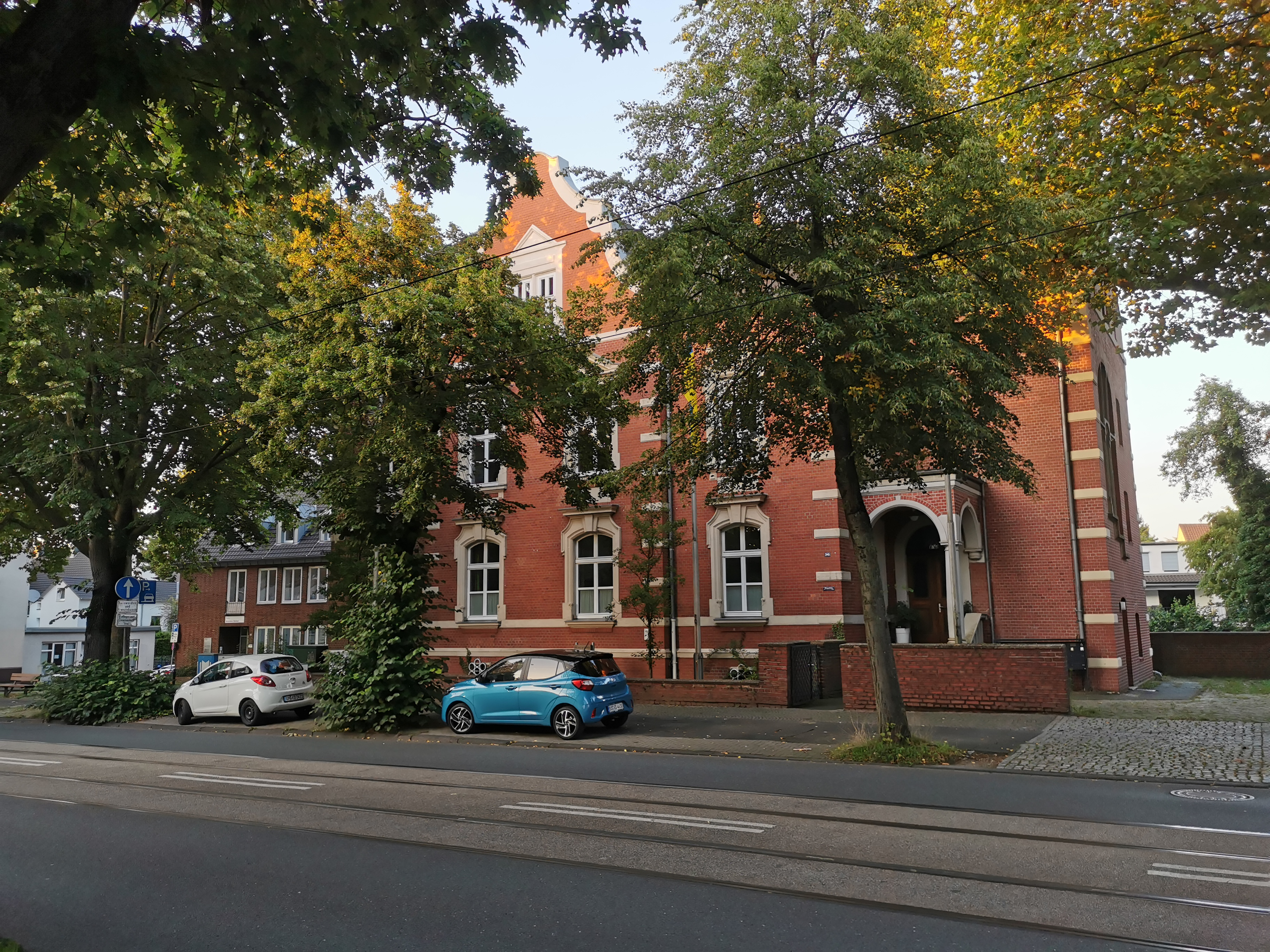
Das Amtshaus Weitmar, Sitz der Bezirksverwaltung Bochum-Südwest in Weitmar-Mitte

Weitmar-Mitte ist ein Ortsteil von Weitmar im Stadtbezirk Bochum-Südwest. Sein Mittelpunkt ist die Kreuzung von Weitmar#Bergbau, Industrie und Verkehr und Blumenfeldstraße. Der Ortsteil hatte am 30. September 2022 16201 Einwohner.

## Geschichte
In der Geschichte des Ortsteils spielte der Adelssitz Haus Weitmar eine größere Rolle.
Mit der Zeche General gab es in diesem Ortsteil ein größeres Bergwerk. Heute befindet sich auf dem ehemaligen Betriebsgelände das Gewerbegebiet nördlich der Blumenfeldstraße. Die Zeche Flora förderte an verschiedenen Orten in Weitmar Steinkohle. Nach dem Zweiten Weltkrieg lag das neue Betriebsgelände Am Kuhlenkamp. Der Betrieb wurde 1967 eingestellt.

## Infrastruktur
In Weitmar-Mitte finden sich vielfältige Einkaufsmöglichkeiten und eine gute medizinische Versorgung durch diverse Ärzte und Apotheken.
Auf der Matthäusstrasse findet jeden Donnerstag ein Wochenmarkt statt.

## Verkehrsanbindung
Weitmar-Mitte ist sowohl durch die Straßenbahnlinien 308 und 318 als auch durch die Buslinien 344, 346, 354 und 394 der Bogestra mit dem öffentlichen Personennahverkehr gut erschlossen.
Die Springorum-Trasse (Bochum-Innenstadt–Bochum-Dahlhausen) führt am Schlosspark Weitmar vorbei.

## Kunst und Kultur

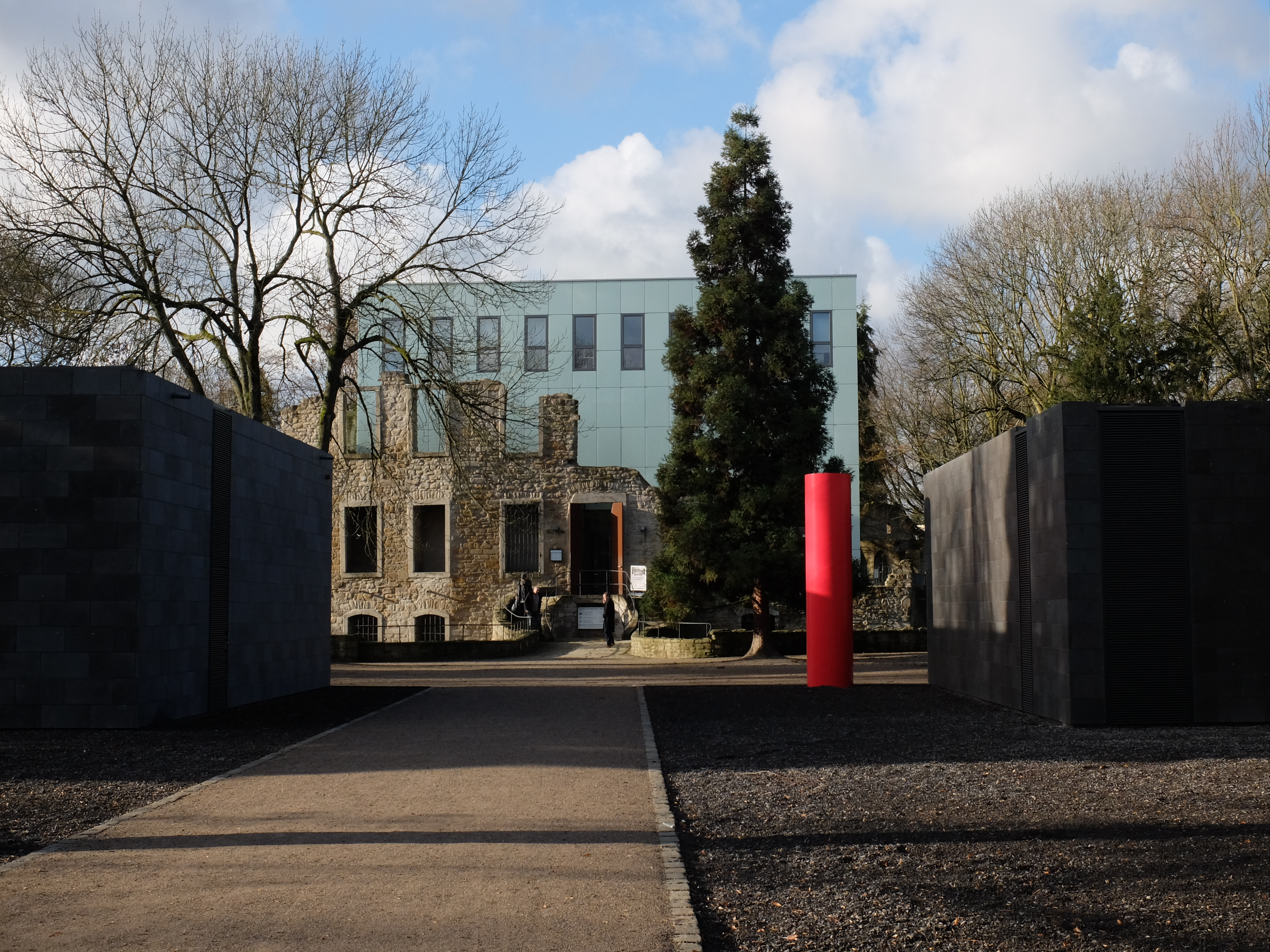
Haus Weitmar mit Kubus (Hintergrund) und Museum unter Tage (Vordergrund und unterirdisch)

Im Stadtteil liegt der Schlosspark Weitmar mit den Ruinen der Sylvesterkapelle und des Hauses Weitmar, dem aus mehreren Gebäuden – u. a. dem Kubus in der Ruine Haus Weitmar und dem Museum unter Tage (MuT) – bestehenden Kunstmuseum Situation Kunst der Ruhr-Universität Bochum, sowie der Galerie m.

## Sport
Weitmar-Mitte ist heute die Heimat des Fußballvereins SC Weitmar 45. Der aktuelle Bezirksligist entstand bereits 1928 als „Sparta Blumenfeld“ und war die Mannschaft der Bergleute der Zeche Vereinigte General & Erbstollen. Der Verein verfügt über eine Kunstrasenplatzanlage.

## Kirchen
- Die evangelische Matthäuskirche wurde 1868 eingeweiht, im Zweiten Weltkrieg zerstört und 1953 wieder aufgebaut.[7]
- St. Franziskus (rk.)

## Schulen
Nachdem die städtische Brantrop-Grundschule 2012 geschlossen und 2015 abgerissen wurde, besteht in Weitmar noch die Matthias-Claudius-Grundschule (privat). Weiterhin liegt die Matthias-Claudius-Gesamtschule (privat) im Stadtteil.

## Medien
Für Weitmar-Mitte hat sich die Stadtteilzeitung VorOrt etabliert.